# St. Leonhard (Reichersdorf)

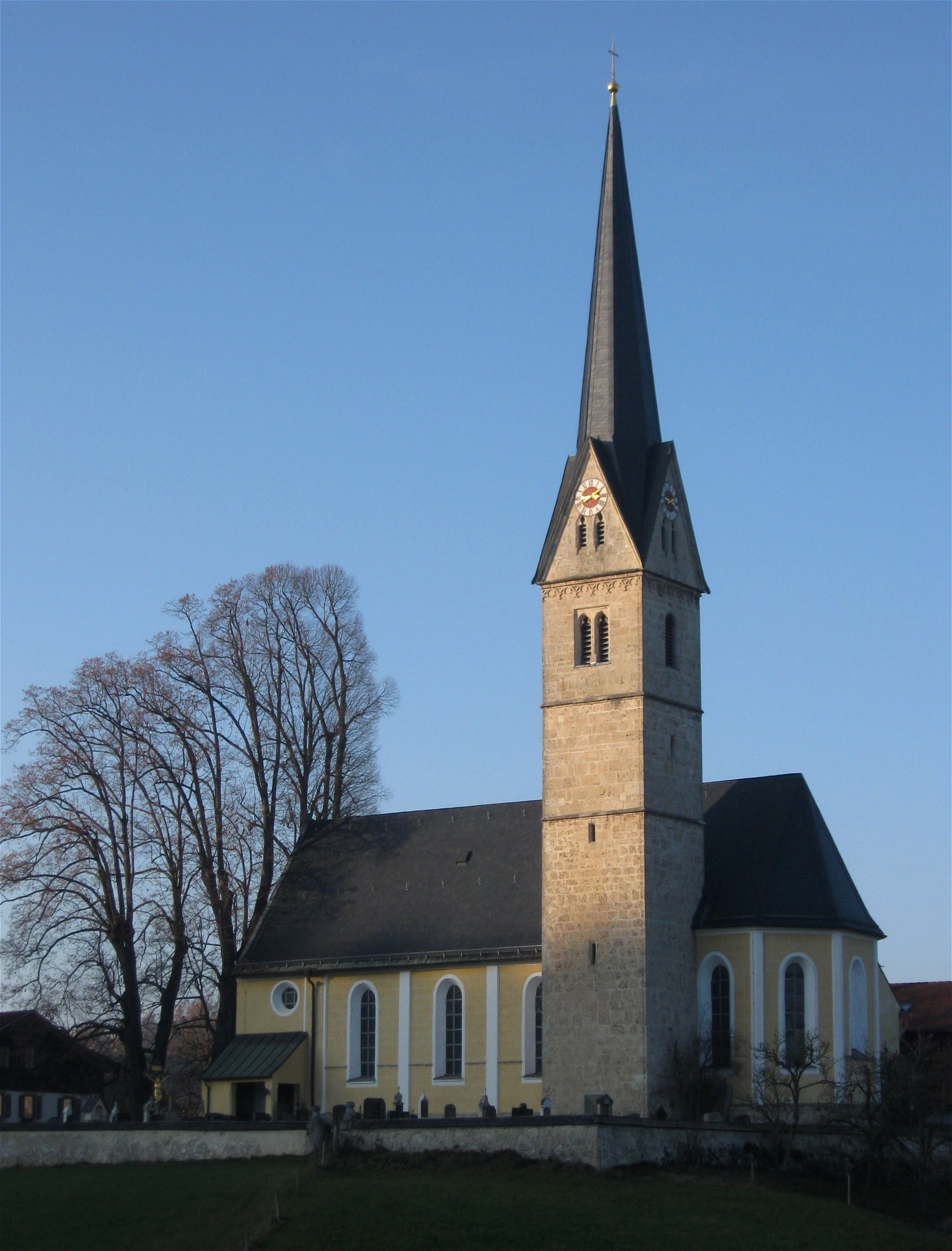
St. Leonhard (Reichersdorf)

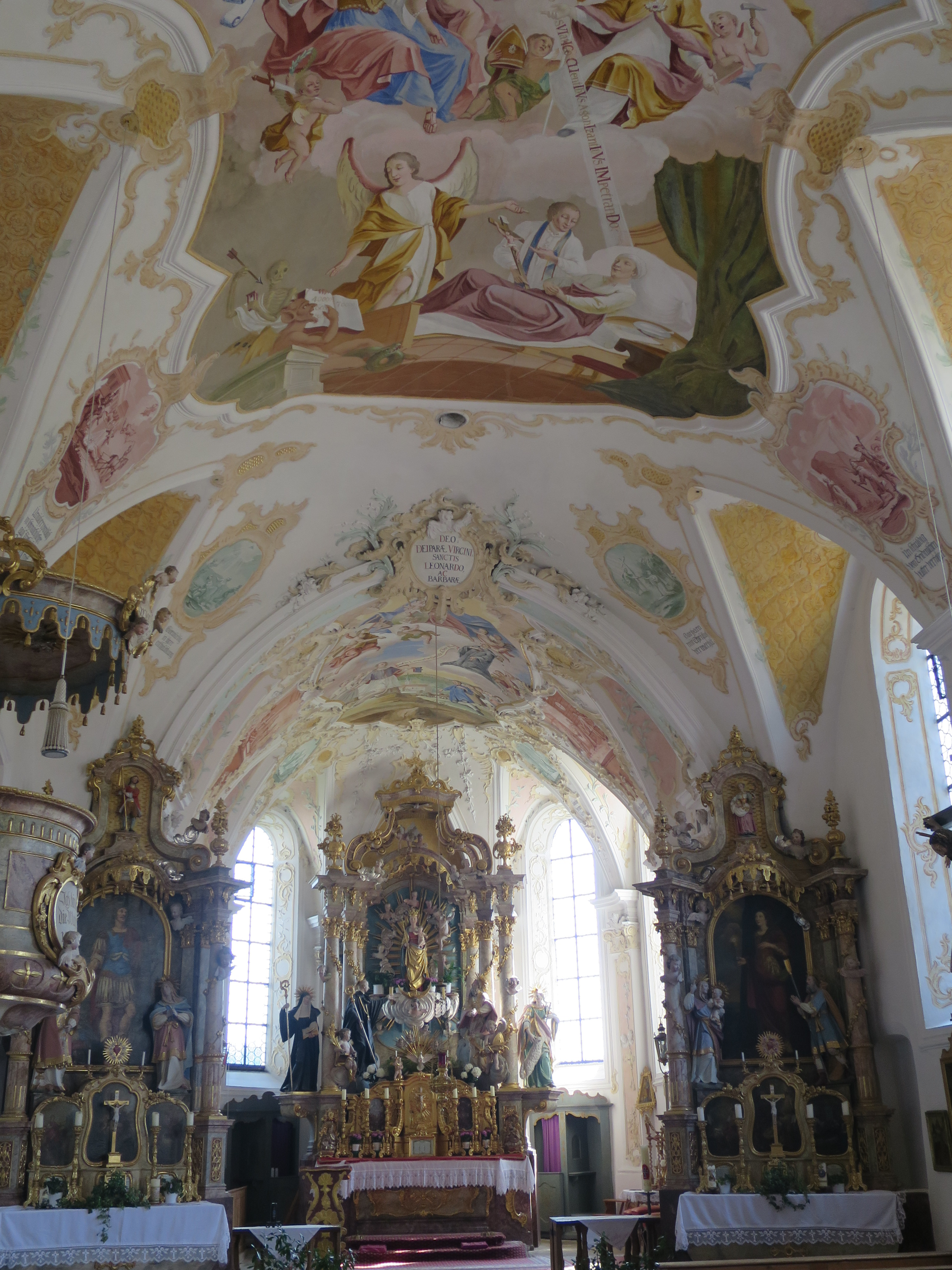
Innenansicht

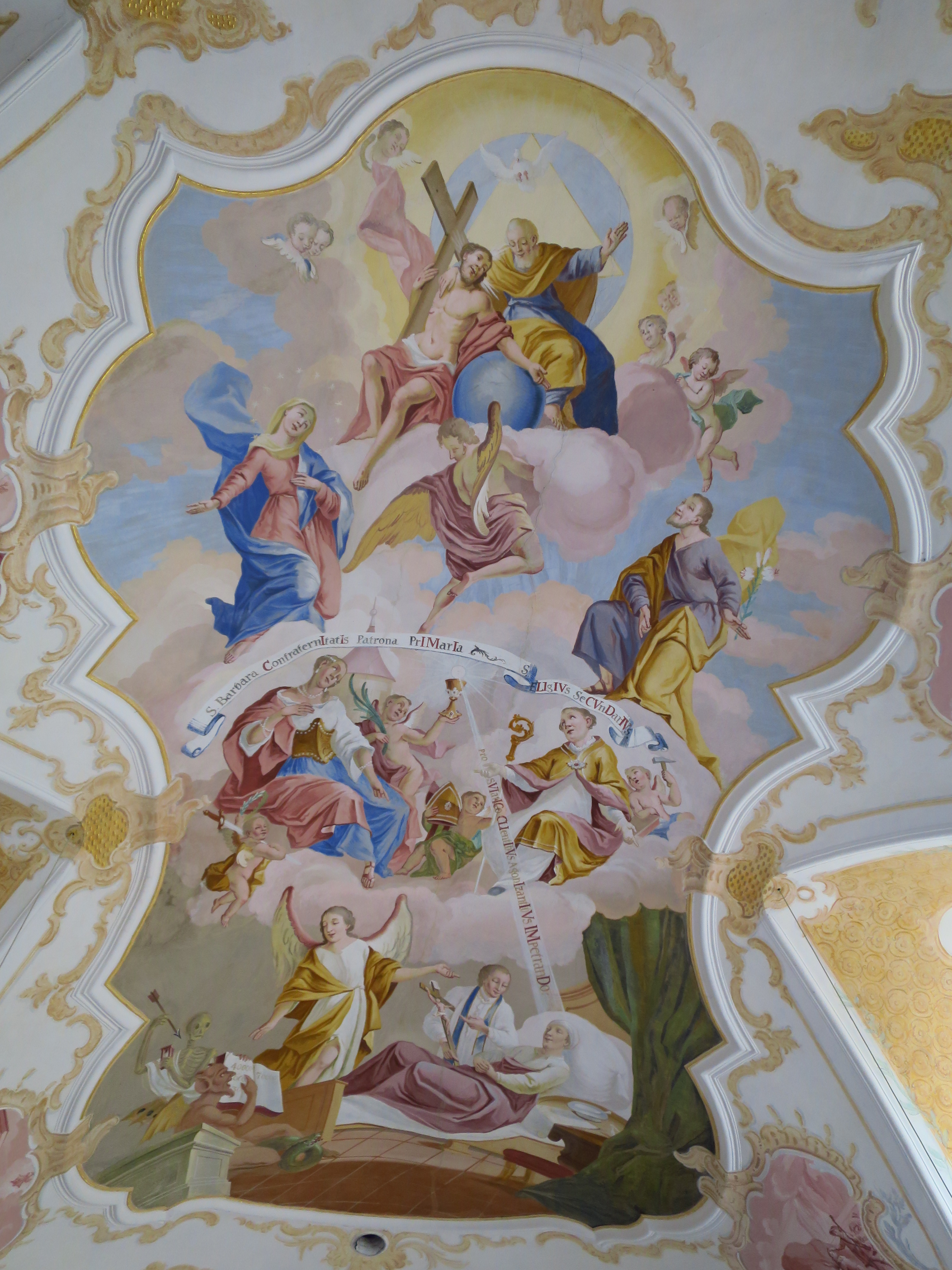
Deckengemälde

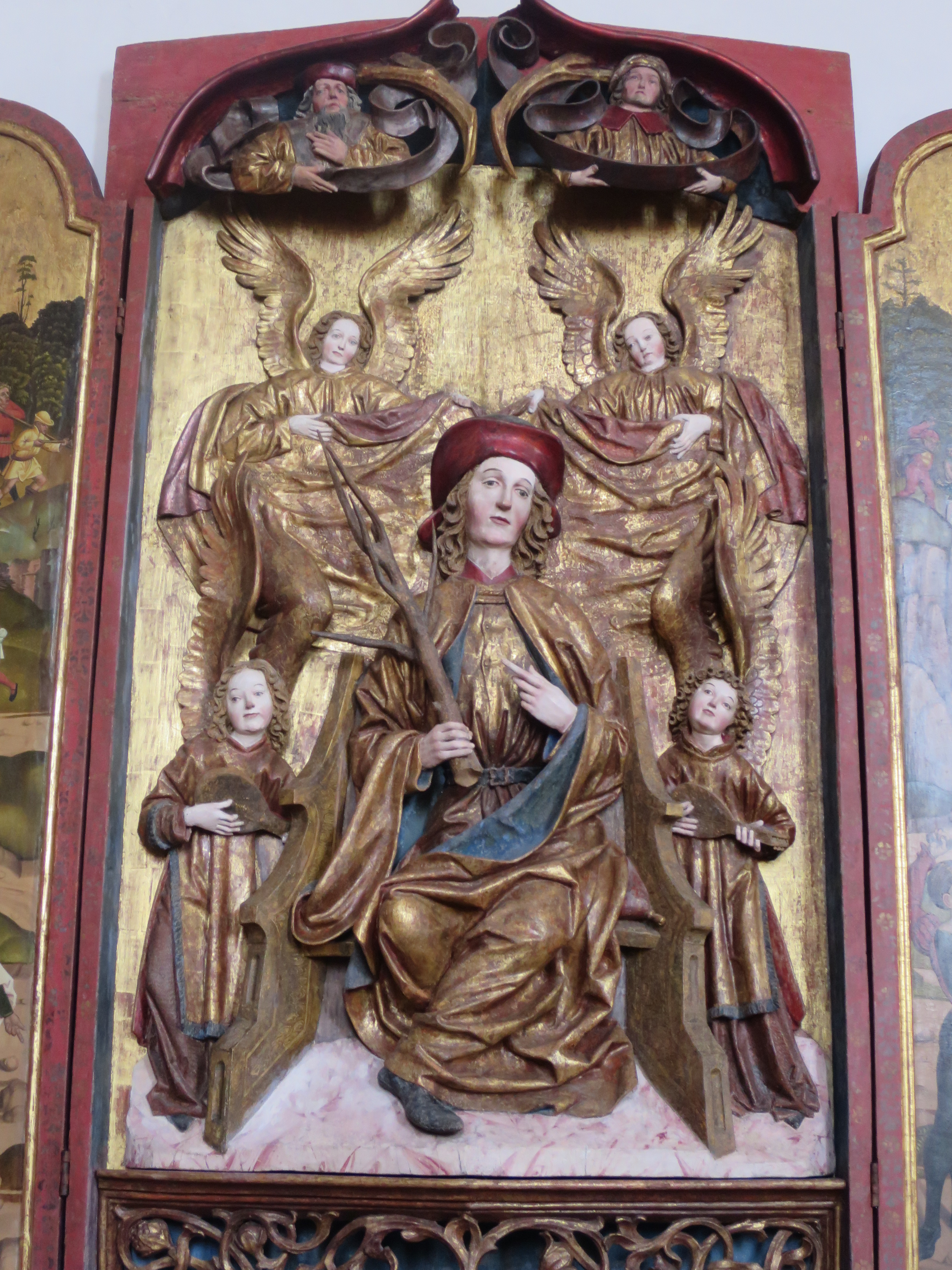
Achatiusaltar von 1506

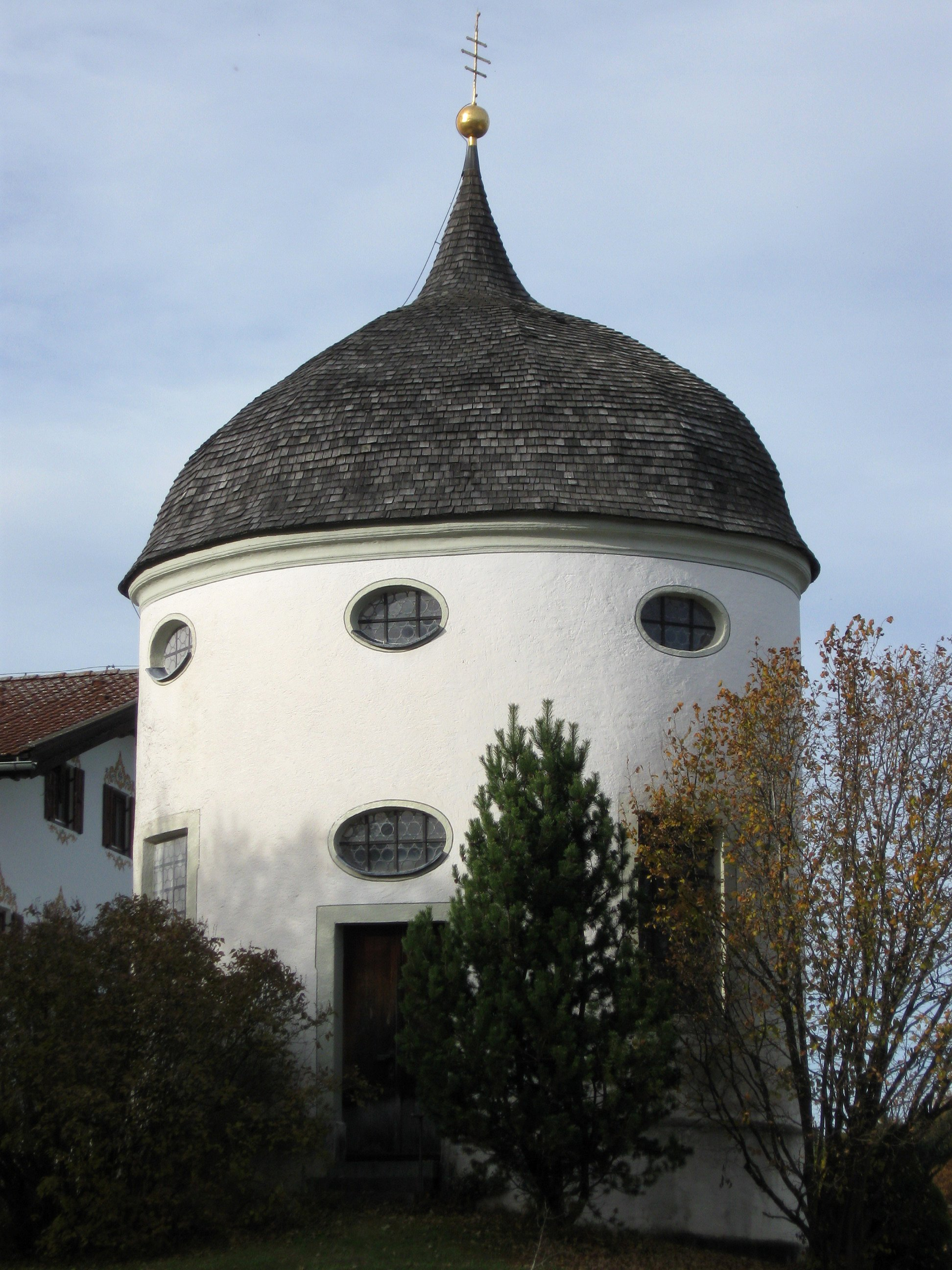
Allerheiligenkapelle

Die katholische Kirche St. Leonhard ist eine ursprünglich gotische, barockisierte Saalkirche im Ortsteil Reichersdorf von Irschenberg im Landkreis Miesbach in Oberbayern. Sie gehört zum Pfarrverband Weyarn im Erzbistum München und Freising. Die Leonhardskirche ist seit 1684 Mittelpunkt einer alljährlich im Herbst stattfindenden Leonhardifahrt.

## Geschichte und Architektur
Die Kirche ist seit 1373 dem Kloster Weyarn inkorporiert. Der ursprünglich spätgotische Tuffsteinbau wurde im Auftrag der Pröpste Augustin Haml und Rupert Sigl 1760 im Chor und 1772 im Langhaus barockisiert. Nach einem Blitzschlag wurde 1846 der Turm erneuert. Eine Renovierung wurde um 1857 vorgenommen.
Die Kirche ist ein vierjochiger Saalbau mit leicht eingezogenem, dreiseitig geschlossenem Chor und Südturm. An der Nordseite des Langhauses läuft im Obergeschoss ein nach innen geöffneter Oratoriengang aus dem Jahr 1765, im Erdgeschoss sind nach außen offene Arkaden angeordnet. Das Innere wird durch ein Tonnengewölbe mit Stichkappen über Wandpfeilern mit Pilasterbesatz abgeschlossen.
Der Chor wurde im Jahr 1763 von Johann Martin Pichler reich mit Rokoko-Stuck verziert, das Langhaus mit einer Stuckmalerei. Die Deckenfresken wurden 1760 vom Bad Aiblinger Maler Johann Georg Gaill ausgeführt. Sie zeigen im Chor den heiligen Leonhard als Fürbitter sowie sechs Zwickelmalereien zum Leben des Heiligen als Prediger, als Betender, als Patron der Gefangenen, Besessenen und Armen. Im Langhaus zeigen die 1772 ausgeführten Fresken die Heiligen Barbara und Eligius als Helfer der Sterbenden, außerdem Szenen aus dem Leben der heiligen Barbara als Braut Christi, auf der Flucht, sowie Misshandlungen durch den Vater, das Verlangen des Marcianus, Geißelung, Folterung, ihre Verschleppung zur Richtstätte und Enthauptung.

## Ausstattung
Die Kanzel und der Altar stammen von der Umgestaltung zur Rokokozeit und wurden wohl von Joseph Götsch geschaffen. Die Figuren am Altar sind Werke von Korbinian Niedermeier aus dem Jahr 1772. Sie stellen die Heiligen Ottilie, Leonhard, Eligius und Agnes zu Füßen des 1502 von Erasmus Grasser geschaffenen Marienbilds dar.
Der linke Seitenaltar zeigt auf dem Altarblatt den heiligen Achatius und Figuren aus dem Jahr 1784 der Heiligen Zacharias und Elisabeth, im Altarauszug ist der heilige Wendelin dargestellt. Die Predella weist ein Gemälde mit den Heiligen Franz Xaver, Florian und Sebastian auf.
Der rechte Seitenaltar ist auf dem Altarblatt mit der heiligen Barbara, mit Figuren der Heiligen Joachim und Anna sowie mit der heiligen Notburga im Auszug und mit den Darstellungen des Josefstods, der Giuliana Falconieri und des Stanislaus Kostka in der Predella ausgestattet.
Der wertvolle spätgotische Achatius-Altar wurde um 1506 von Erasmus Grasser mit einer Figur des von Engeln umgebenen, thronenden Heiligen geschaffen und zeigt auf den Flügeln Darstellungen aus der Achatiuslegende und auf den Außenseiten die Heiligen Petrus und Paulus. Die beiden Figuren der Heiligen Leonhard und Eligius auf Wandkonsolen links und rechts vom Altar stammen vom ehemaligen spätgotischen Hochaltar und wurden ebenfalls von Grasser geschaffen.

## Allerheiligenkapelle
Anlässlich der Entdeckung eines Brunnens im Jahr 1644 wurde die Allerheiligenkapelle von Propst Valentin aus Weyarn nördlich der Kirche erbaut. Sie wurde um 1730/1740 barock umgestaltet und in den Jahren 1980–1982 renoviert. Es ist ein Zentralbau über ovalem Grundriss und wird im Innern mit einem großen Kuppelgewölbe mit Stichkappen über Wandpfeilern mit profiliertem Kranzgesims abgeschlossen. Außen bekrönt eine Kuppelhaube das Bauwerk. Um 1730/1740 wurde eine ornamentale Ausmalung vorgenommen. Der Altar aus der Mitte des 17. Jahrhunderts zeigt eine gemalte Allerheiligendarstellung.